# Đường tỉnh 205
Đường tỉnh 205 hay tỉnh lộ 205, viết tắt ĐT205 hay TL205, là đường tỉnh có ở tỉnh Cao Bằng và tỉnh Hưng Yên, Việt Nam.

## Lộ trình

### Đường tỉnh 205 Cao Bằng
Đường tỉnh 205 ở huyện Trùng Khánh, tỉnh Cao Bằng:
Đường tỉnh 205, bắt đầu từ ngã ba Cốc Phát trên quốc lộ 3 ở xã Quốc Toản 22°44′0″B 106°20′4″Đ / 22,73333°B 106,33444°Đ.
Đường đi hướng bắc, qua thị trấn Trà Lĩnh, huyện Trùng Khánh, tại đó nối với các Đường tỉnh 211 và Đường tỉnh 210.
Điểm cuối Đường tỉnh 205 là cửa khẩu Trà Lĩnh 22°52′35″B 106°19′21″Đ / 22,87639°B 106,3225°Đ trên vùng đất thị trấn Trà Lĩnh.

### Đường tỉnh 205 Hưng Yên
Đường tỉnh 205 ở huyện Khoái Châu và Kim Động tỉnh Hưng Yên:
- Đường tỉnh 205 Hưng Yên bắt đầu từ xã Dạ Trạch, huyện Khoái Châu đi hướng đông nam [5].20°51′55″B 105°56′16″Đ / 20,865178°B 105,937823°Đ
- Đường qua thị trấn Khoái Châu tới thị trấn Lương Bằng, huyện Kim Động 20°44′32″B 106°03′29″Đ / 20,742139°B 106,057972°Đ.